# ながい旅
『ながい旅』は、大岡昇平の小説。1981年に新聞連載された。陸軍中将岡田資を描いている。

## 背景
大岡昇平は、1965年（昭和40年）『巣鴨の十三階段』の著者、岡田資中将のことを知る。1968年から岡田資の伝記を書くことを構想していた。作品の取材に名古屋、横浜、玉川学園で調査したが、裁判記録はアメリカにあり、被告の一人である成田喜久基氏のとったメモの写ししかなく、事件のぼんやりとした輪郭がわかるのみであった。アメリカにある裁判記録は公開されておらず、作品にすることはできなかった。
この岡田資の法廷闘争について少しでも書いておきたいと、「私の中の日本人」に「一人の日本人」という題で新潮社の月刊PR誌『波』1973年1月号に原稿を執筆している。この原稿の中で、岡田資の遺稿から文章を引用し、事件の概略を紹介している。
公判から30年以上経って、アメリカの国立公文書館所蔵の裁判記録が公開された。記録を中日新聞が取り寄せてくれ、法廷闘争の実状をよく知ることができるようになり、執筆が可能になった。
「ながい旅」という題名には、戦後36年という公判記録公開までの時間の経過が含まれている。
大岡が岡田資に惹かれた理由として、横浜法廷における「決戦」を本土決戦の延長と考え、受け身ではなく戦おうとしたことに加え、日蓮宗信仰による死生観があると『ながい旅』の文中に記している。

## 発表経過
初出は『中日新聞（朝刊）』および、『東京新聞（朝刊）』1981年9月9日から12月29日である。100回の予定で連載が開始されたが、10回延長した。
新聞連載の予告として、1981年9月4日の『中日新聞（朝刊）』、『東京新聞（朝刊）』に作者の言葉が掲載されており
、岡田資に10年以上興味を持ち、書きたいと思っていたこと、連載小説が実現できた喜びが記されている。
初版は1982年5月に新潮社で刊行。1986年に新潮文庫（解説上坂冬子）、2007年に角川文庫（解説中島岳志）で再刊された（後に各・文庫とも電子書籍化）。

## あらすじ
著者大岡昇平は、昭和40年（1965年）時には「昭和戦争文学全集」（集英社）の編集委員として、岡田資元陸軍中将の遺著『毒箭』、追悼文集『巣鴨の十三階段』を閲読し感銘を受けた。岡田中将は、B級戦犯に問われ横浜軍事法廷で絞首刑となった人物であった。自身は裁判で、宗派である日蓮宗の法戦をもじって法戦ととらえ、法廷闘争を行った。大岡にとって、法廷闘争を果敢に行い、責任は自分にあるとして部下を庇い、巣鴨プリズンでも態度が立派であったと多くの人が言う、理想的人物と映った。多くの資料がアメリカに行って、取材でも関係者は話題を避ける人もいて、なかなか書き出せなかったが、様々な人の助力を得て､（新聞連載として）書き出すに至った。
岡田中将は、戦時中、東海を管轄した第13方面軍司令官として、国際法違反となる無差別爆撃を行ったB29搭乗員38名を数次にわたって斬首によって処刑していた。この復讐として、関係者が違法処刑として戦争犯罪に問われることも予想され、これを避けるため、岐阜に収容中にそこで偶然米軍機の爆撃に遭い全員爆死したことにする案（以下、岐阜案）も出されたが、岡田中将は決裁でウソをついても尻尾が出るから事実通りに述べることになったという。
戦犯調査に備えた自主的調査として東京から山上法務少将が事前調査にやって来た。大岡は、これを実際には米軍に迎合する事大主義、また、軍主流である司令官や参謀ら本科の軍人から見下されてきた法務科将校の報復心の顕われと捉えている。岡田資らによれば、米軍機搭乗員らは無差別爆撃を行った戦争犯罪人であり、そのため捕虜として軍法会議で裁かれる前に、まず犯罪者として軍律会議で裁かれるのであり、どのみち死刑は避けられない人間であり、一方で、常に空襲に晒され本土防衛の準備を進めなければならない中では通常の手続きを取ることが出来ず、緊急避難的に略式の手続きをとれないか、当時の岡田中将の部下であるO法務少将に検討を命じ、27名の処刑については、その進言で略式裁判で行ったものであるとした。
ところが、二度目の山上法務少将の訪問の際にO法務少将は自殺した。そこには遺書とも思えるメモがあり、27名の処刑についてはO法務少将は知らなかったとしていたという。著者大岡は、山上法務少将を「まむしの山上」とあだ名される人物とし、岡田司令官取調べでも少将が中将を取調べるのであるから激しいやりとりがあったとする。また、O法務少将は山上少将と京大で同期であったが昇進はO少将の方が早く、後輩に取調べられるのを潔しとせず、自殺したとも言われたことを大岡は紹介している。しかし、著書の後の方になって（ということは、新聞連載が進んだあとになって）二人の法務少将の仲が良かったこと、さらにもっと後の方になると（新聞連載時には載ったかどうかも不明であるが）実際には山上法務少将の方が昇進が早かったことが紹介されている。大岡は、一般に人が死ぬ前に語ったことは真実とみなされる傾向があり、彼個人のキリスト教理解から、キリスト教国では特にそうだとする。そして、この遺書と山上が岡田資との激しいやり取りでとったときの調書が、岡田資の法戦を厳しいものにしたとする。
大岡は、新聞連載の初期にはO少将の遺書の内容を明らかにしていなかったが、新聞連載が進むにつれ､「これまで死者への敬意と遺族への遠慮から内容を書かなかったが」とし､「法廷では一部が証拠として読まれ、最後は全部が証拠採用されたから」として、O少将の遺書の内容を明らかにした。そこでは、大西大佐が事態の顛末書の一部を変更し、O少将には軍律審判手続省略についての意見を聞き、O少将が同意したことにすることを求め、さらに毎日参謀長室で関係参謀多数の謀議でO少将自身についても本人の知らない内容まで勝手に話を作り上げ、岡田司令官も同席の上で参謀長らが無理やり同意を迫ったこと、ここまで進んだ以上、応じなければ法廷で真っ向から争いになり（表向きの名分としては）軍の不利になると迫られたため、ここまで共謀して口裏合わせをされては証拠も無く、いかんともしがたいとして彼らの顛末書に同意せざるをえない羽目に追い込まれたことが記されていた。
これに対して、岡田資は、｢元の部下の悪口を言うのは辛いが」としながら、｢O少将がウソを言っている」と主張し、その後も、｢O少将は責任を回避したがっていた」｢武人として自殺した部下のことをあからさまに言うのは好まなかった。私が言うのを躊躇したようにみえたのはそのせいだ」と同様な主張を法廷で繰り返す。検察側は山上のまとめた調書の内容に基づいて岡田資を、弁護人側は、調書について山上を反対尋問で激しく追及する。岡田資は、山上を米軍に迎合するものとその遺著に記す。また、弁護人側らは、米軍機搭乗員らが国際法上の不法行為である無差別爆撃であることを証明する為、被害に遭った多数の日本人を証人として呼んだ。他管区で起こった事件であり、本来岡田資の裁かれている事件とは関係のないものであるが、神戸で孤児院が空襲を受けており、そのため、そこの女性院長（50歳）を証人に呼び、その孤児院や隣りの母子寮から焼夷弾による焼死者が出たことも証言してもらうことも行った。大岡は法廷が静まり返ったときがあるというが、それはこのときのことではないかとする。
本来の判決日から１日延期され、昭和23年5月19日、判決が下った。岡田資は全ての訴因で有罪、絞首刑となった。他は大西が終身懲役刑、他は様々な年数の有期懲役刑であった。しかし、彼らは後に大西も含めて全員が減刑、別の11名処刑の伊藤ケースでは伊藤信男が死刑だったが、これも終身刑に減刑された。大岡は、岡田資が死刑判決を受けたから伊藤が減刑されたと考えている。岡田資については、多くの者から釈放運動がおこったが、通らず、刑は執行された。大岡は、右翼からの釈放運動がマッカーサーの反感を買ったのではないかと考えている。大岡の思いとしては、判決は連合国軍都合もあるからと岡田資は割り切っていた（に違いない)、しかし、判決を下した法務官にも加虐刑である絞首刑に反対したものがいたことから、大岡は無差別爆撃の違法性や軍律会議で裁いたことの意義が認められたに違いない、岡田資の法戦は勝利したとする。

## 評価
評論家の亀井秀雄は、「著者に再構成された法廷での論争は緊迫感に充ちて、十分にドラマティックだった。死刑判決後の主人公の手記や遺言は剛直で優しい人間性を現わして、私たちの感動を誘う」と評価した。また亀井自身は、責任をとることとは、間違いを指摘されたとき、自分を誤らせた原因を対象化しつつ、その誤りに含まれていた正しさを見出すことで相手の主張を相対化することと解釈していたが、本作はそれをあざやかに例証したと述べている。
作家の武藤功は、岡田資中将を限定的であれ肯定的に描いたことによって、戦争の批判性を弱めてしまったと指摘している。そして、大岡は岡田資自身が残した遺稿等に基づいて伝記的・記録的方法により本作を執筆しているが、大岡の見解は岡田資の見解をなぞるものであり、本来はそこに隠された日本軍の権力構造を背景にした岡田資の内面に踏み込むことが必要であったと主張している。
作家の大西巨人は、大岡昇平が以前に著した『俘虜記』、『野火 (小説)』、『レイテ戦記』については「近・現代文学における屈指の秀作」と評価していたが、それに比べて本作は「文学的にだいぶん低く評価する」と述べている。大西は、大岡が「同胞的情誼」をもって岡田資に接していることを指摘している。
大岡は作品発表後、岡田資の神話化に対して自戒し、1986年に再刊した新潮文庫版では「恐らく苦い真実は、岡田司令官の感想と山上証言との間にあった」という一文を挿入した。根岸泰子は、テキストの改訂によって、分かりやすさを失った代わりに、大岡の追求したテーマの未了性がより切実に受け止められるようになったと評している。

## そして真相
従来、岡田資の死刑判決については、軍法会議ではなく軍律会議で裁いたことが違法とされた、あるいは、略式の軍律会議であった事が問題とされたのだと、日本では解釈･理解されることが多かった。また、大岡のこの小説は有力ブロック紙である中日新聞や東京新聞で連載され、単行本や文庫本は版を重ね、大勢の人に読まれ、多くの人にとっての岡田元中将のイメージを形作った。そこでは、部下のために自分が一身に罪を被ろうとした人物である、アンチ・テーゼとして、中国戦線での毒ガス使用の疑惑がときに囁かれるものの、全体としては偉大な人物として捉える向きが一般的であった。
しかし、この事件には、裁判の十数年後の法務省の聞取り調査で元被告と弁護人らが明らかにしていたものの、以後、法務省で伏せられ2002年以降国立公文書館で公開されるまで一般には公表されなかった事実があった。『｢BC級裁判｣を読む』によれば、兵站参謀の保田少佐が、終戦翌日には参謀長の指示で事件の対策会議が行われ、保田が事件の調査（事実上、対策と言うべきか）を命じられたものの、自身だけの手に負えないことから、同年10月岡田中将に会って、知る知らぬに関わらず司令官として自ら号令を下してほしいと具申、その結果、岡田中将は参謀部全員を集め、軍が醜態をさらさぬよう団結してもらいたいと訓示、そして、岡田中将は保田に対策案作成を命じたという。その結果、保田は先の項目｢あらすじ」にある岐阜案と事実に沿った案の二案を出したという。しかし、関係者は岐阜案は予行演習もしたもののうまく行くか不安があり、弁護士に相談しても馬鹿げているとのことであった。結局、東京で軍司令官会同があり、そこで各軍の同様の処刑問題を協議することになり、迷う岡田中将に事実に沿った案でいくよう、進言したという。岡田中将はその方針を下村定陸軍大臣に伝え、これを聞いたとき下村は喜んで岡田中将の手を握って感謝したという。
しかし、それでも結局、東海軍に極力有利なストーリーを保田が準備することになった。法務部は席上、不承不承納得したがもともと微妙な態度で、最終的にO法務少将の死によって背を向けたのだと、保田はする｡
岡田中将は、軍司令官は軍律を定める権限があるから略式軍律を定めたとでも言わなければ、この件は弁解はできないとしたとする。どう弁解が利かないのかは、『｢BC級裁判｣を読む』は、資料では詳しく語られていないが、実際には裁判めいたことが全く行われていなかった可能性があるとする。（なお、偽装工作は東海軍だけの意向ではなく、他の方面軍も同様な問題を抱えていたこともあって、これらは会同全体の意向であった可能性もある。実際に、O法務少将が彼自身の別の東京出張後ふさぎこんだとされ、法務部自体も実際に当初同意していた可能性もある。一方で、それでは遺書内容の説明がつかず、東海軍参謀の保田の話でもなお東海軍側を庇おうとしている節があることや、山上少将が堂々と取調べや戦犯裁判で岡田中将に対峙していることから、法務科将校に対する司令官･参謀らの蔑視・軽視から、東海軍ではO法務少将本人をつんぼ桟敷に置いたまま、後から無理やり言う事を聞かせるつもりで初めから作ったものである可能性も強く、少なくとも東京の法務部では事態の一部しか関知しないまま、あるいは、全くの東海軍内だけで作ったストーリーの可能性も残る。大岡昇平は、岡田中将が初めから自身が全責任を負うとしていたとするが、実際には、東海軍のストーリーでは司令官が法の専門家の答申を信じて行動したことになり、第一責任者はO法務少将となる。実際に、別の米軍機搭乗員処刑事件の裁判では、軍司令官ではなく軍法務部長が死刑判決を受けている。
さらに、この時点では、略式の制定･実施に関わった人間がどこまで連座するか前例もなく判断できなかった。これでは無実の人間まで極刑にされる恐れがあると見た佐伯弁護人は被告らに、｢裁判は軍隊ではない。裁判は真実でいくものだから自分の思うところを率直に述べるべき｣、「軍隊は無くなったのだから、軍の形を持って全員玉砕主義は不可である」と説得したという。それでもなお、佐伯弁護士は、岡田資自身も悩んでおり、計画を進める内に達観していき、最後は一切を自分の責任としたと言い、そこに彼の本当の人間らしい偉さがあるとし、それを理解しない者が批判するのを怖れて、自分は黙していたのだとする。
しかし、『｢BC級裁判｣を読む』は、このストーリーによって名誉を傷つけられた人間もいるとして岡田資の姿勢を厳しく批判、略式軍律会議なるものが岡田中将のデッチ上げとする法務官側は岡田中将によって｢責任逃れ｣と非難されたが、実際にはむしろ法務官らの主張が真実であったとする。｢軍の名誉をまもる｣、｢法戦だ」との大義名分を掲げながら、実際にはそれは、関係者らが全くのウソをつくことで軍司令官の身を含めて自身らを守ろうとするものであり、そのために、本件では本来必ずしも死ぬ謂われのなかった者がせめて自身の名誉を守ろうとして自死し、それでもなお、方向はあらためられることなく、むしろ当人の死を幸いとするかのように、死んだ者が名誉を汚され続けていたとしている。
佐伯弁護人は、｢略式軍律の問題は（裁判では）容認されなかった。いわゆる山上調査がこれを喝破している。米人検事は略式軍律（の話）が弁護対策に作為されたものであることは感じ取っていた」とする。ふたたび、『ながい旅』を振り返ると、いみじくも、大岡は書いている、「ある検事は笑いながら、『東海軍はあまりに話の辻褄が合いすぎていた。普通はもっと食い違うものですよ。だから怪しいと思った』と通訳に言った」と。
2007年に下記の映画化により角川文庫で再刊され、この版の中島岳志解説では、作品を｢昭和57年5月に新潮社より刊行された｣とした上で、そこではもはや略式手続きがどうのといった話は一切なく、単に｢軍律会議は開かれなかった｣と書かれている。
なお、このB29搭乗員の処刑は、同様な問題を抱える軍管区司令官が東京に集まって対策会議が開かれたこと、岡田中将が（おそらく実際には、軍中枢に累を及ぼさず、東海軍だけで問題の責任を被って処理すると言って）陸軍大臣に感謝されたことを保田に語っていることから、実際には、東京の陸軍中枢からの指示で密殺された可能性が極めて高い。

## 映画
2008年3月1日より「明日への遺言」として小泉堯史監督・脚本、藤田まこと主演により公開された。